# Francesco Pagano
Francesco Pagano (fl. XV secolo) è stato un pittore italiano, documentato a Napoli e in Spagna tra il 1472 e il  1489.

## Biografia

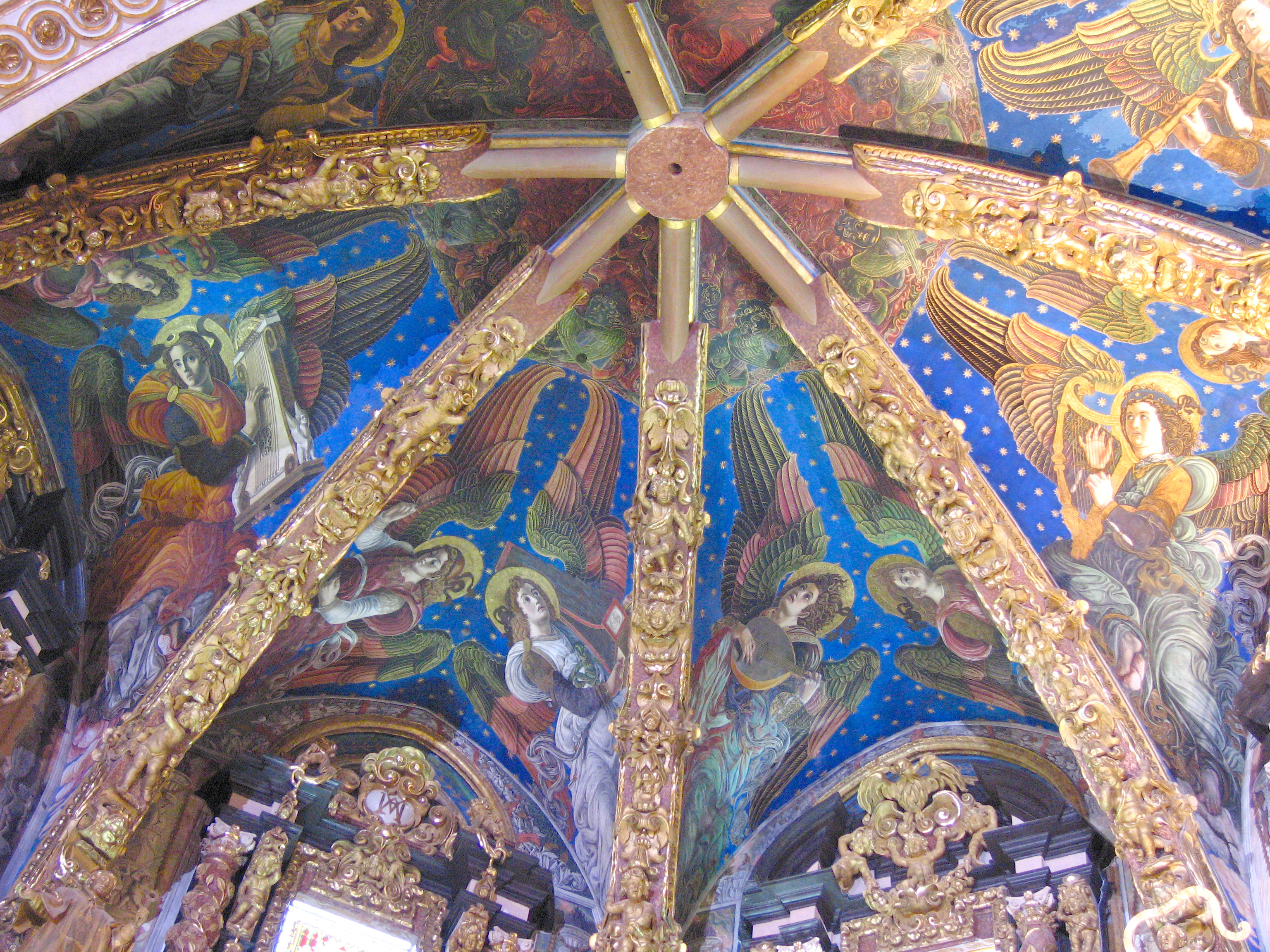
Cappella Maggiore del Duomo di Valencia, Angeli musicanti di Paolo da San Leocadio e Francesco Pagano

Formatosi probabilmente a Napoli, è noto per la sua attività a Valencia negli anni settanta del XV secolo, dove giunse al seguito del giovane cardinale Rodrigo Borgia insieme a Paolo da San Leocadio e al Maestro Riquart (identificato con Riccardo Quartararo). Con quest'ultimo stipula nel 1472 il contratto per l'affresco con la Natività nella sala capitolare della Cattedrale, opera in cui dimostra un puntuale aggiornamento ai contemporanei modelli ferraresi; nello stesso anno si impegna, assieme a Paolo da San Leocadio, per la decorazione del coro della medesima Cattedrale, non ancora conclusa nel 1476, quando il Pagano fa testamento, ma saldata nel 1481. La decorazione è stata recentemente riscoperta sotto quelle esistenti del periodo barocco.

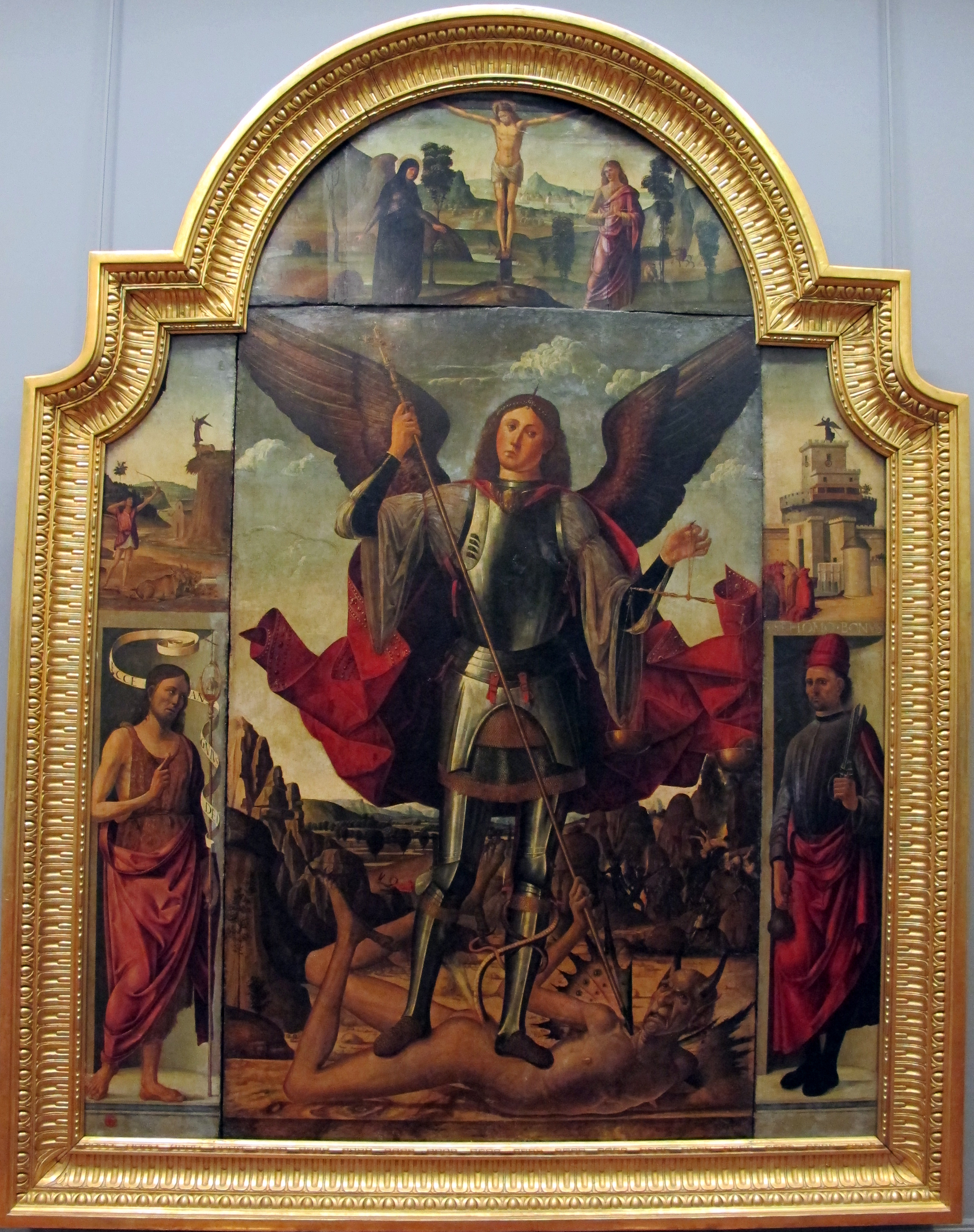
Trittico di San Michele arcangelo, Museo nazionale di Capodimonte

Dopo il suo rientro a Napoli, il Pagano è pagato per un ritratto del duca Alfonso di Calabria, opera del 1489 andata però perduta. In questo periodo è uno dei protagonisti di quell'ampia circolazione culturale che mischia gli elementi ferraresi e le esperienze valenzane con le novità provenienti dal cantiere romano di Melozzo da Forlì, come dimostrato dalle opere a lui attribuite, come il Trittico di San Michele arcangelo, nell'Oratorio dei Santi Michele e Omobono a Napoli, ora al Museo nazionale di Capodimonte, e l'anta d'organo con San Sebastiano e Santa Caterina, realizzata per la chiesa napoletana di Sant'Eframo, ma ora conservata a Roma alla Galleria Nazionale di Arte Antica.